# Linus Klasen
Linus Klasen (ur. 19 lutego 1986 w Sztokholmie) – szwedzki hokeista, reprezentant Szwecji.

## Kariera
- Huddinge IK J18 (2001–2003)
- Huddinge IK J20 (2003–2005)
- Huddinge IK (2004–2007)
  -  Lincoln Stars (2004–2005)
- Södertälje J20 (2007)
- Södertälje SK (2007–2010)
- Milwaukee Admirals (2010–2011)
- Nashville Predators (2010)
- Malmö Redhawks (2011–2012)
- Luleå HF (2012-2014)
- HC Lugano (2014-2020)
- Luleå HF (2020-2021)
- EHC Visp (2021-2022)
- Djurgårdens IF (2022-)

Wychowanek klubu Huddinge IK. Grał w szwedzkich ligach Division 1, Allsvenskan, amerykańskich AHL i epizodycznie NHL, wieloletni zawodnik najwyższej szwedzkiej klasy rozgrywkowej. Od maja 2012 zawodnik Luleå. Od początku kwietnia 2014 zawodnik szwajcarskiego klubu HC Lugano w lidze National League A, związany czteroletnim kontraktem. W maju 2017 przedłużył umowę o dwa lata. Od marca 2020 ponownie zawodnik Luleå HF. W maju 2021 przeszedł do szwajcarskiego ECH Visp. Tam w połowie października 2022 poprosił o rozwiązanie kontraktu z przyczyn rodzinnych, a wkrótce potem został zawodnikiem szwedzkiego Djurgårdens IF
Uczestniczył w turnieju mistrzostw świata w 2014, 2016.

## Sukcesy
Reprezentacyjne
- Brązowy medal mistrzostw świata: 2014

Klubowe
- Awans do Allsvenskan: 2006 z Huddinge
- Mistrzostwo dywizji AHL: 2011 z Milwaukee Admirals
- Srebrny medal mistrzostw Szwecji: 2013 z Luleå
- European Trophy: 2012 z Luleå

Indywidualne
- Division 1 (2005/2006):
  - Pierwsze miejsce w klasyfikacji kanadyjskiej: 62 punkty
  - Pierwsze miejsce w klasyfikacji kanadyjskiej wśród juniorów: 62 punkty
- AHL (2010/2011):
  - Najlepszy zawodnik tygodnia – 24 października 2010
  - Mecz Gwiazd AHL
- Karjala Cup 2013:
  - Pierwsze miejsce w klasyfikacji strzelców turnieju: 3 gole
- Svenska hockeyligan (2013/2014):
  - Drugie miejsce w klasyfikacji strzelców w sezonie zasadniczym: 28 goli
  - Piąte miejsce w klasyfikacji asystentów w sezonie zasadniczym: 29 asyst
  - Trzecie miejsce w klasyfikacji kanadyjskiej w sezonie zasadniczym: 57 punktów
- Karjala Cup 2014:
  - Pierwsze miejsce w klasyfikacji kanadyjskiej turnieju[8]
  - Najlepszy napastnik turnieju
- National League A (2014/2015):
  - Drugie miejsce w klasyfikacji asystentów w sezonie zasadniczym: 35 asyst
  - Drugie miejsce w klasyfikacji kanadyjskiej w sezonie zasadniczym: 55 punktów
- Puchar Spenglera 2015:
  - Skład gwiazd turnieju[9]
- Svenska hockeyligan (2020/2021)[10]:
  - Piąte miejsce w klasyfikacji asystentów w fazie play-off: 6 asyst

Wyróżnienie
- Nominacja do Nagrody najlepszego pierwszoroczniaka Elitserien w sezonie 2007/2008